# Sugar Sweet
«Sugar Sweet» (с англ. — «Сладкая как сахар») — песня американской певицы Мэрайи Кэри при участии ямайской дэнсхолл-исполнительницы Shenseea и американской певицы и танцовщицы Кейлани, выпущенная 25 июля 2025 года лейблом Gamma в качестве второго сингла её предстоящего шестнадцатого студийного альбома Here for It All (2025). Песня стала второй крупной сольной работой Кэри с момента выхода альбома Caution в 2018 году.

## Предыстория
Впервые Кэри представила песню во время своего выступления на праздновании 10-летия Apple Music в новой студии в Калвер-Сити, штат Калифорния, и описала её как летний рассказ Мэрайи Зейну Ллоу и Oldmanebro о своём грядущем альбоме.
17 июля 2025 года Кэри опубликовала в социальных сетях видео, где она напевает слова «I’mma keep it nice, I’mma keep it neat, I hope that you not not against, I’mma keep it sweet, sugar, sugar, sweet», занимаясь уборкой, с подписью: «Эта песня застряла у меня в голове…». Позже видео было переопубликовано Фелишой Кинг, участницей R&B-группы Cherish, которая добавила подпись: «Что-то грядёт!!!!» Продюсер Bernard Harvey, муж Кинг, затем поделился её историей, намекнув на своё участие в создании будущей песни. Два дня спустя Кэри официально анонсировала «Sugar Sweet» в видео, где она печёт торт и поёт песню. Это произошло 21 июля 2025 года, когда Кэри анонсировала второй сингл под названием «Sugar Sweet», который, как ожидается, также войдёт в альбом.
23 июля 2025 года Кэри сообщила в сторис в Instagram, что в сингле примут участие американская певица и танцовщица Кейлани и ямайская исполнительница Shenseea. На следующий день в социальных сетях было опубликовано видео, где три артистки поют «Sugar Sweet» на фоне пастельно-розовых и голубых облаков.
«Sugar Sweet» вышел 25 июля 2025 года.

## Композиция
«Sugar Sweet» — трек, созданный под влиянием дэнсхолла, в котором присутствуют пронзительные барабаны, чувственные синтезаторы и мелодичные куплеты, исполняемые всеми тремя вокалистами. В припеве Мэрайя Кэри поёт: «Ненавижу, когда тебе приходится уходить, / Но я молчу, / Потому что я обязательно получу кольцо», а затем переходит к припеву: «Я буду держать его в порядке, в порядке, аккуратно, аккуратно, сахар, сахар, сладкий, сладкий».

## Чарты
| Чарт (2025)                                | Высшая позиция |
| ------------------------------------------ | -------------- |
| Австралия (Australia Digital Tracks, ARIA) | 49             |
| Новая Зеландия (RMNZ)                      | 16             |
| Великобритания (UK Singles Sales, OCC)     | 41             |
| США Hot R&B Songs (Billboard)              | 17             |
| США R&B/Hip-Hop Digital Songs (Billboard)  | 2              |

## Хронология выпуска
| Страна | Дата         | Формат                        | Лейбл | Ссылка |
| ------ | ------------ | ----------------------------- | ----- | ------ |
| Мир    | 25 июня 2025 | Цифровая дистрибуция стриминг | Gamma | [ 18 ] |